# 法兰西地区沙特奈
法兰西地区沙特奈（法語：Châtenay-en-France，法語發音：[ʃatnɛ ɑ̃ fʁɑ̃s] ⓘ）是法国法兰西岛大区瓦兹河谷省的一个市镇，位于该省东部，属于萨塞勒区。

## 地理
法兰西地区沙特奈（49°4'0"N, 2°27'29"E）面积3.07 平方千米，位于法国法蘭西島大區瓦兹河谷省，该省份为法国北部内陆省份，北起瓦兹省，西接厄尔省，南至塞纳-圣但尼省、上塞纳省和伊夫林省，东临塞纳-马恩省。
与法兰西地区沙特奈接壤的市镇（或旧市镇、城区）包括：贝尔方丹、帕里西地区丰特奈、雅尼苏布瓦、法兰西地区马雷伊、法蘭西地區皮瑟。

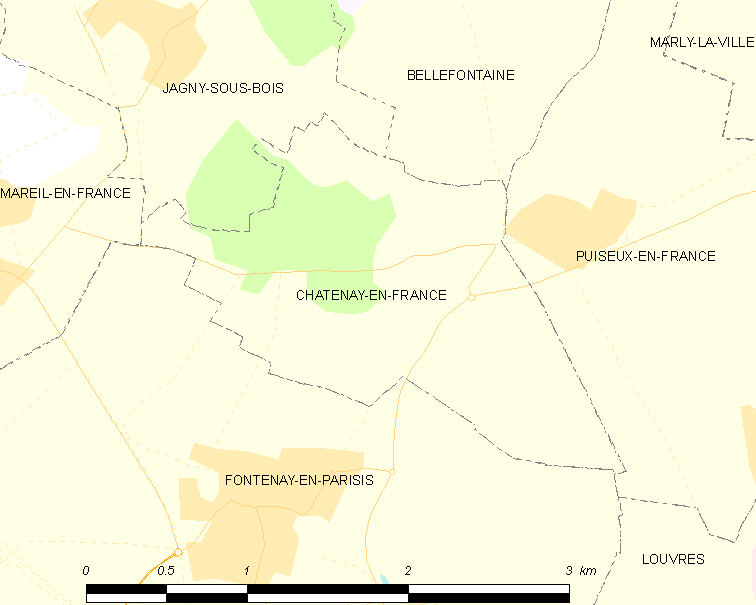
法兰西地区沙特奈的OSM定位图

法兰西地区沙特奈的时区为UTC+01:00、UTC+02:00（夏令时）。

## 行政
法兰西地区沙特奈的邮政编码为95190，INSEE市镇编码为95144。

## 政治
法兰西地区沙特奈所属的省级选区为福斯县。

## 人口

1962-2008年间法兰西地区沙特奈人口变化图示

法兰西地区沙特奈于2022年1月1日时的人口数量为73人。